# Гіганотозавр
Гіганотозавр (Giganotosaurus, «гігантський південний ящір») — рід тероподових динозаврів, що мешкали на території сучасної Аргентини на початку сеноманського віку пізньої крейди, приблизно 99,6—95 мільйонів років тому. Гіганотозавр був одним з найбільших відомих наземних хижаків, але його точний розмір поки що важко визначити через неповноту знайдених решток. За оцінками, довжина найповнішого зразка коливається від 12 до 13 м, довжина черепа — від 1,53 до 1,80 м, а вага — 4,2—13,8 т. Деякі дослідники вважають, що тварина була більшою за тиранозавра, який історично вважався найбільшим тероподом, в той час як інші вважають, що вони були приблизно рівними за розмірами, а найбільші оцінки розмірів гіганотозавра перебільшеними.
Голотипний зразок був знайдений у формації Канделерос в Патагонії в 1993 році та зберігся майже на 70 %. Тварина отримала назву Giganotosaurus carolinii у 1995 році. Назва роду перекладається як «гігантський південний ящір», а видова назва — на честь першовідкривача Рубена Кароліні. До цієї тварини пізніше віднесли зубну кістку, зуб і кілька слідів, знайдених у формації ще до голотипу. Рід викликав великий інтерес і став частиною наукової дискусії про максимальні розміри тероподних динозаврів.
Належить до родини Carcharodontosauridae, гіганотозавр є одним з найкраще вивчених представників групи, яка включає інших дуже великих тероподів, таких як близькоспоріднені мапузавр і кархародонтозавр. Вважається, що гіганотозавр був гомойотермним (тип «теплокровного»), з метаболізмом між метаболізмом ссавця і рептилії, що дозволило б йому швидко рости. Він був би здатний швидко змикати щелепи, захоплювати та звалювати здобич, завдаючи потужних укусів. Вважається, що гіганотозавр був найвищим хижаком своєї екосистеми й, можливо, харчувався маленькими завроподами.

## Опис

Гіганотозавр в порівнянні з іншими крупними тероподами та людиною

Вважається, що гіганотозавр був одним з найбільших тероподів, але через неповноту скам'янілостей важко достовірно оцінити його реальні розміри. Тому неможливо з упевненістю визначити, чи був він більшим за тиранозавра, наприклад, який вважається найбільшим тероподом в історії. Кілька дослідників дійшли різних оцінок розмірів, ґрунтуючись на різних методах і залежно від того, як були реконструйовані відсутні частини скелета. Оцінки довжини голотипного зразка варіюють від 12 до 13 м, череп — від 1,53 до 1,80 м, стегнова кістка — від 1,365 до 1,43 м, а вага — від 4,2 до 13,8 т. Заростання швів у черепній коробці вказує на те, що голотипний зразок був дорослою особиною.
Другий зразок, що складався з зубної кістки імовірно більшої особини, був використаний для екстраполяції довжини 13,2 м, довжини черепа 1,95 м і ваги 8,2 т. Деякі автори вважають найбільші оцінки розмірів обох зразків перебільшеними. Гіганотозавра порівнюють зі збільшеною версією добре відомого роду алозаврів.

## Екземпляри та історія відкриття

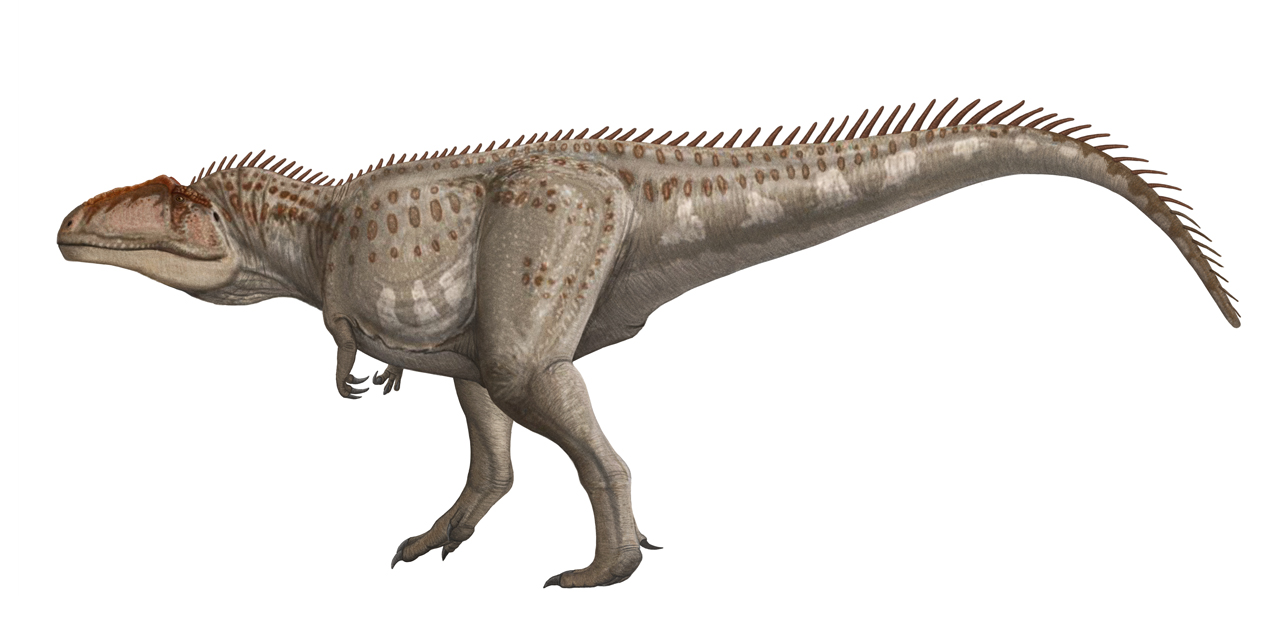
Реконструкція зовнішнього вигляду гіганотозавра

Вид Giganotosaurus carolinii був названий на честь «мисливця за викопними рештками» Рубена Кароліні, який знайшов рештки (екземпляр під індексом MUCPv-Ch1) в формації Ріо Ліма (Патагонія) в 1993 році. У 1995 році новий вид був описаний Rodolfo Coria і Leonardo Salgado в журналі Nature.
Голотип виду (MUCPv-Ch1). Збереглося близько 70 % скелета, включаючи череп, таз, стегно і більшість хребців. Оцінний розмір особини — близько 12,2—12,5 м в довжину. Екземпляр зберігається в музеї «Museo Carmen Funes» міста Неукен.
Другий екземпляр (MUCPv-95) був виявлений у 2000 році. Він на 8 % більший від першого, оцінка довжини примірника дає 13,2 м при масі 6,2 т.

### Мапузавр
У 2006 році з пізнього сеномана формації Huincul в Ріо Лиман був описаний ще один кархародонтозавр — мапузавр (Mapusaurus roseae). Було виявлено скупчення скелетів кількох різновікових особин, довжиною від 5 до 12 метрів. Ця тварина дуже схожа з гіганотозавром, відрізняючись більш високим і вузьким черепом. З давніших відкладень провінції Чубут в Аргентині у 2005 році Ф. Новас і його колеги описали тиранотитана (Tyrannotitan chubutensis) — примітивного кархародонтозаврида, який досягав 11 метрів в довжину. Від своїх родичів він відрізняється масивнішою статурою і деталями будови черепа.